# АВИА
АВИА (Анти Вокально-Инструментальный Ансамбль) — советская и российская рок-группа из Ленинграда, основанная в сентябре 1985 года тремя бывшими участниками рок-группы «Странные игры»: Николаем Гусевым, Алексеем Раховым и Александром Кондрашкиным.

## История
Дебют АВИА состоялся 31 января 1986 года в ленинградском ДК им. Ленина, где АВИА показали программу «Из жизни композитора Зудова», которая легла в основу их дебютного альбома «Жизнь и творчество композитора Зудова», записанного на студии Алексея Вишни.
Ввиду небольшого количества участников и обилия инструментов музыкантам приходилось играть, переходя от одного инструмента к другому. Чтобы эти перемещения на сцене не выглядели как беспорядочная беготня, было решено срежиссировать все действия. Так в конце 1986 года в группу были приглашены Антон Адасинский (вокал, пантомима, труба, гитара) и шоумен Марат Темиргазов. С этого же года в состав АВИА вошли саксофонисты Елена Бобрецова и Алексей Меркушев, а постоянным оформителем альбомов стал художник Рашид Алмаметов. На концертах АВИА воспроизводили эстетику раннесоветского конструктивизма и парадов физкультурников. Из-за многочисленных неожиданных творческих находок музыкальные критики так и не смогли однозначно определить стиль группы: в выступлениях присутствовали элементы буффонады, пантомимы, гимнастики, шоу, акробатики, ритм-балета, танцы, стихи вперемешку с полистилистической музыкой от марша до хард-рока. Американские журналисты отмечали сходство с рок-группой Devo.
1 июня 1986 АВИА выступили на IV Фестивале ленинградского рок-клуба и стали лауреатами, а Гусев и Кондрашкин были отмечены как лучшие инструменталисты.
В декабре 1987 года группа получила приз прессы на фестивале «Рок-панорама-87» и приняла участие в съёмках документального фильма Алексея Учителя «Рок». В 1988 году группа записала на фирме «Мелодия» альбом «Всемъ!» и отправилась на свои первые зарубежные гастроли (Финляндия, Югославия). Также группа получила ротацию на Центральном телевидении — в эфире звучат песни «Весенняя массовая», «Я не люблю тебя» и «Праздник».
В октябре 1988 года группу покинул Антон Адасинский, создавший собственный театр «DEREVO», и ему на смену пришли Дмитрий Тюльпанов и ещё один саксофонист Евгений Жданов. В апреле 1990 года группа представила новую программу под названием «Навстречу 1000-летию Великого Октября», где впервые выступили новые музыканты духовой секции В. Кутейников и Е. Скоблов, которые сменили А. Меркушева с Е. Бобрецову.
В период с 1988 по 1990 год группа сотрудничала с Сеппо Вестериненом (менеджер Hanoi Rocks) и активно гастролировала по Западной Европе, выпустив альбом «AVIA» (Hannibal Records, Великобритания, 1990), удостоившийся впоследствии четырёх звёздочек в журнале «Q».
В 1991 году из состава вышли Марат Темиргазов, Дмитрий Тюльпанов и Александр Кондрашкин, последнего за ударной установкой сменил Иван Феденко.
В первой половине 1990-х группа была законсервирована — Николай Гусев занимался музыкальными проектами на студии «Indie», принадлежащей АВИА, Алексей Рахов работал диджеем на радио и играл в группе «НОМ», Жданов сотрудничал с этно-джазовой группой «Самкха».
В 1994 году Гусев, Рахов и Жданов записали альбом «Песни о природе и любви» (General Records). Последний альбом АВИА вышел в 1996 году. После этого коллектив неоднократно воссоединялся для концертов, в которых вместе с музыкантами участвовала физкультурная группа под руководством Адасинского. Так, 26 февраля 2011 года АВИА выступили в петербургском клубе «Космонавт». В июне 2012 года группа приняла участие в фестивале «Сотворение мира», а в конце года дала концерт в Москве.
1 сентября 2019 года АВИА выступили на фестивале памяти Сергея Довлатова «День Д».

## Состав
По состоянию на 2012 год:
- Николай Гусев — клавишные, бас-клавиатура, вокал
- Алексей Рахов — саксофон, аккордеон, флейта, гитара, ксилофон, вокал
- Евгений Жданов — саксофон, флейта, перкуссия, вокал
- Виктор Вырвич — барабаны, перкуссия, вокал
- Антон Адасинский — вокал, труба, гитара, бас-гитара, пантомима, руководство физкультурной группой
- Вероника Берашевич — баритон-саксофон, вокал
- Лидия Копина — аккордеон, баян, саксофон, вокал
- Марат Темиргазов — декламация, сценическое действие (до 2014 года)
- Алексей Ланской — декламации, руководство физкультурной группой

Музыканты прошлых составов:
- Александр Кондрашкин — барабаны, перкуссия, ксилофон, вокал (1986—1991)
- Иван Феденко — барабаны, перкуссия (1991—1995)
- Евгений Скоблов — труба, вокал (1990—1995)
- Валерий Кутейников — тромбон, вокал (1990—1995)
- Алексей Меркушев — саксофон, вокал (1986—1990)
- Елена Бобрецова — саксофон, вокал (1986—1990)
- Татьяна Миронова — саксофон (1986—1987)
- Александр Немков — саксофон, бас-гитара (1987)
- Дмитрий Тюльпанов — вокал, пантомима, сценическое действие (1988—1991)

## Дискография
- 1986 — «Жизнь и творчество композитора Зудова» + макси-сингл «Бомбей» (Яншива Шела, 1986; Raritet-CD, 2009)
- 1988 — «Всемъ!» (Мелодия, 1988)
- 1990 — «AVIA» (Hannibal Records, 1990; RDM Co. Ltd./F records, 1995)
- 1991 — «Ура!» (Zona Records, 1991; General Records, 1995)
- 1994 — «Песни о природе и любви» (General Records, 1995)
- 1995 — «Жизнь после жизни»
- 1996 — «Исправленному — верить!» (Николай Гусев) (Manchester Files, 1997)
- 1996 — «Танцы настоящего мужчины» (Николай Гусев)

## Цитаты
- «„Авиа“ никогда не была пародией. Может, поэтому у нас так весело и получилось. Мы тогда были искренне увлечены советским авангардом 1920-х — конструктивизмом, театром Мейерхольда, индустриальной музыкой и так далее. Ведь, отвлекаясь от политики, в искусстве это время было очень прорывное. Люди сделали большой шаг вперед и вверх, что отразилось на духе времени. Искреннее увлечение темой соединилось с ироническим подходом к советской действительности, которая тогда существовала. Но это ни в коей мере не пародия. Это балансирование на грани уважительного и иронического отношения. А вообще же, что касается обличительной стороны, „Авиа“ — это история про бессмертный человеческий идиотизм, который никуда не девается и всегда жив. А что изменилось сейчас? Да ничего — всё то же самое»[4] — Николай Гусев, 2010.